# Sint-Laurenskerk (Merris)
De Sint-Laurenskerk (Frans: Église Saint-Laurent) is de parochiekerk van de gemeente Merris in het Franse Noorderdepartement.

## Geschiedenis
Deze kerk werd, na de verwoesting van het gehele dorp tijdens het Lenteoffensief in 1918, vanaf 1926 herbouwd en ingezegend in 1929. Het is een driebeukig bakstenen kerkgebouw met deels een op Vlaamse architectuur teruggrijpende elementen, zoals trapgevels. Het dubbele portaal, de toren die door een zadeldak wordt gedekt, en diverse versieringen in baksteen, tonen invloed van het expressionisme.

## Interieur
De kerk heeft een houten communiebank met voorstellingen uit het leven van Sint-Laurentius (17e eeuw). Ook een houten borstbeeld van deze heilige (16e eeuw) en een houten Mariabeeld (18e eeuw). Er zijn drie monumentale glas-in-loodramen van na de Eerste Wereldoorlog, vervaardigd door Gruber. Het overige meubilair is eveneens 20e-eeuws.